# 徐虔
徐虔，潮州府揭阳县人，明朝政治人物、进士出身。

## 生平
天順元年，登进士，官至镇远府知府。